# Крики

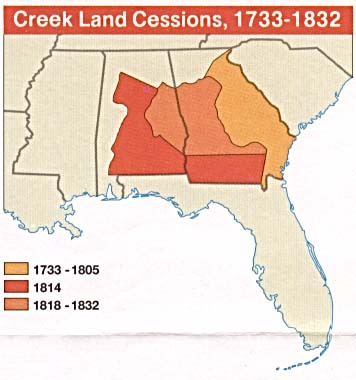
Уступки земли криков в 1733—1832 гг.

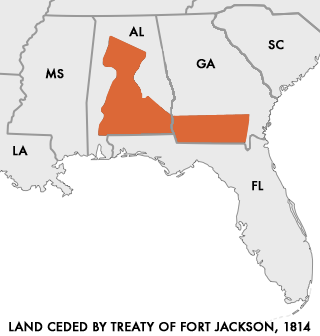
Карта земель, уступленных по договору Форт-Джексона в 1814 году

Флаг непризнанного Штат криков, существовавшего в 1797—1832 на территории Алабамы, Джорджии и Теннеси

Кри́ки (от англ. Creek, «ручей», самоназвание маско́ги (в русскоязычных текстах часто встречается неверная транскрипция «мускоги»)) — индейский народ, проживавший в доколониальный период на юго-востоке США (несколько общин проживают и теперь). Самоназвание в традиционном правописании на маскогском языке — Mvskoke (маскоки). В 1832 году после трагического поражения в двух крупных войнах, понеся огромные потери, крики были под конвоем отправлены на так называемую Индейскую территорию по дороге, известной в современной историографии как Дорога слёз.

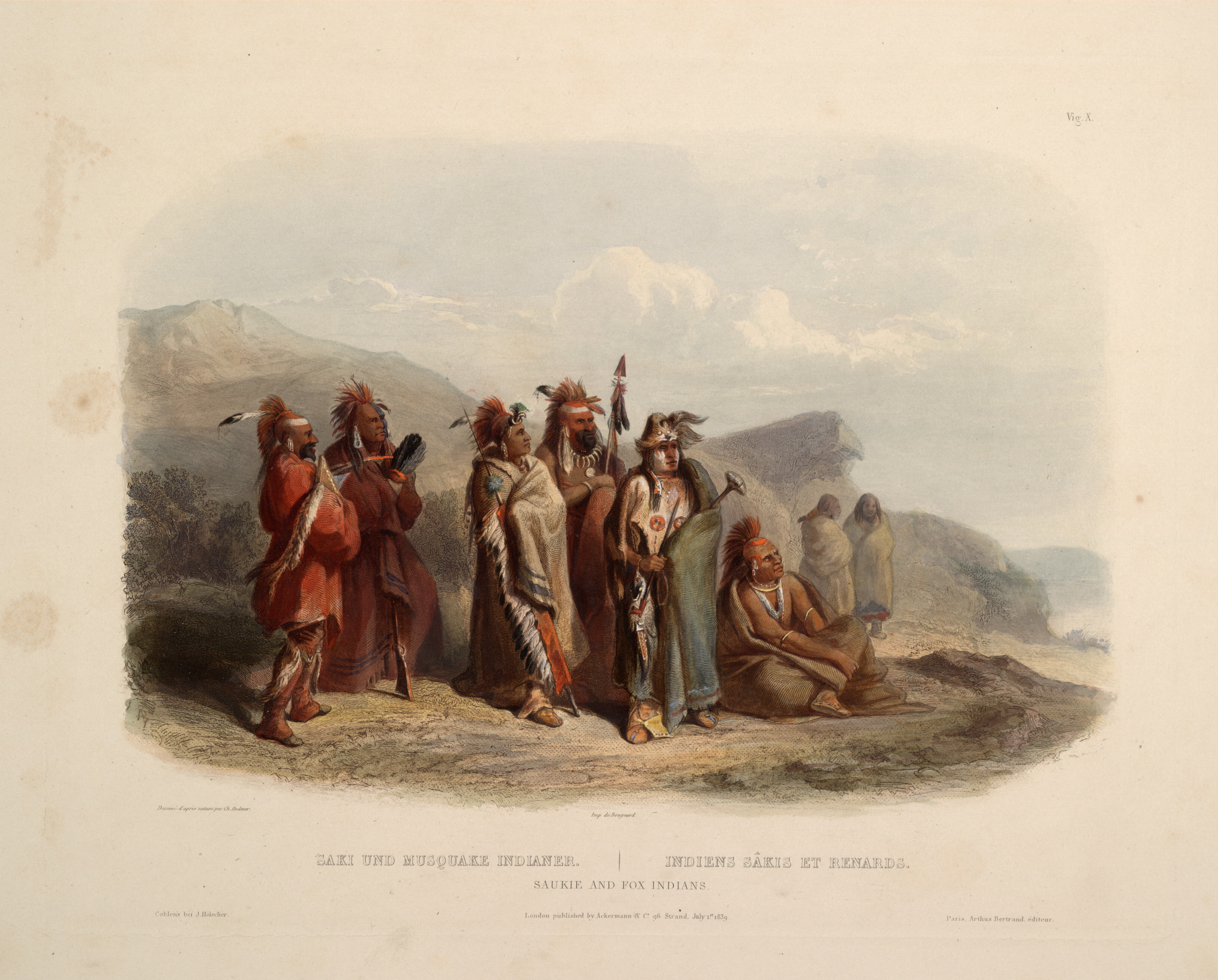
Индейцы сауки и маскоги, или Лисицы. Акварель Карла Бодмера, 1840—1843 гг.

Современные крики живут преимущественно в штате Оклахома, а также в штатах Алабама, Джорджия и Флорида. Ближайшими родственниками являются семинолы, которые сформировались в XVIII веке на основе крикских племён, вытеснивших других индейцев из Флориды. Семинолы, как и крики, помимо английского языка говорят на диалектах крикского языка /языка маскоги/. Традиционно в американской истории криков и семинолов относят к «пяти цивилизованным племенам».

## Ранняя история
Древние крики, предположительно, восходят к племенам строителей курганов Миссисипской культуры вдоль реки Теннеси, ныне штаты Теннеси и Алабама, и, возможно, связаны с культурой Утинахика из южной Джорджии. Вероятно, «строители курганов» смешались с другим народом, происходившим из Мексики, отчего в культуре маскоги и в антропологическом типе его представителей заметно мезоамериканское влияние. Среди североамериканских народов представители криков выделяются высоким ростом и статным телосложением.
Крики, скорее, представляли собой конфедерацию племён, чем единую этническую группу (так называемую Конфедерацию криков, один из крупнейших племенных союзов Северной Америки), жили в автономных поселениях в речных долинах и состояли из нескольких этнических групп, говоривших на родственных языках, таких, как хитчити, алабамский и коасати. Жившие вдоль реки Окмалги получили от британцев из Южной Каролины прозвище «крик» (буквально «индейцы Ручья», англ. Creek Indians).
В XVIII веке крики завоевали Флориду, практически полностью уничтожив местные индейские народы тимукуа, майяими и др. (остатки были переселены испанцами на Кубу).
«Нижние крики» (преимущественно хитчити), не желавшие состоять в Конфедерации, переселились в болота Флориды, где со временем образовали отдельное племя семинолов.

## Известные крики
- Пеппер, Джим — джазмен.
- Ректор, Сара — американская женщина (афроамериканка) индейского народа маскоги.
- Сэмпсон, Уилл — художник, впоследствии киноактёр, дебютировавший в роли Вождя Бромдена в оскароносном фильме «Пролетая над гнездом кукушки».
- Чилдерс, Эрнест — подполковник, первый индеец, получивший Медаль Почёта Конгресса США.[7]